# منتخب جامايكا لكأس فيد
منتخب جامايكا لكأس فيد (بالإنجليزية: Jamaica Fed Cup team)‏ هو ممثل جامايكا الرسمي في كرة المضرب في كأس فيد
.